# Geschichte der Eisenbahn in Württemberg

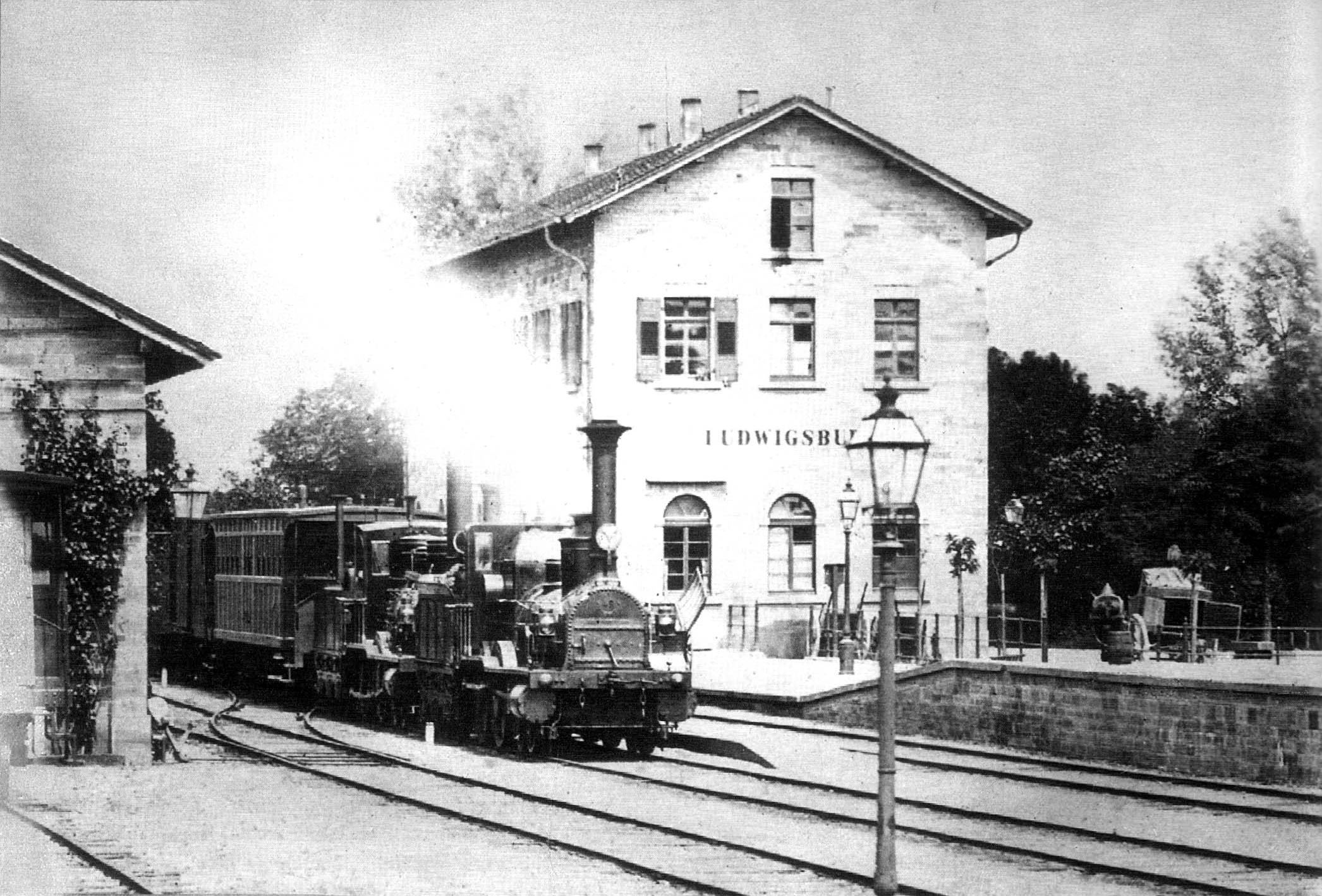
Zug im Bahnhof Ludwigsburg (zwischen 1860 und 1870)

Die Geschichte der Eisenbahn in Württemberg beschreibt die Anfänge und den Ausbau des Eisenbahnwesens in Württemberg seit den ersten Untersuchungen 1834 bis heute.

## Ausgangslage
Seit Anfang des 19. Jahrhunderts hatte es im Königreich Württemberg für die Verkehrsentwicklung vorrangig Pläne für den Bau von Kanälen gegeben, die Neckar, Donau und Bodensee miteinander verbinden sollten. Nach dem Aufkommen der ersten Eisenbahnen (→ Prinz-Wilhelm-Bahn) wurde von König Wilhelm I. eine Kommission beauftragt, zu untersuchen, ob stattdessen Eisenbahnen gebaut werden sollten. Der Bericht der Kommission 1834 bejahte dies und empfahl eine Eisenbahn Stuttgart–Ulm durch die Täler von Rems, Kocher und Brenz. Ende 1835 kamen daneben in Ulm Forderungen auf, eine Bahn von Stuttgart durch das Filstal nach Ulm und weiter zum Bodensee zu bauen.
Trotz des frühen und vergleichsweise systematischen staatsgelenkten Vorgehens dauerte es noch über sieben weitere Jahre, bis die Königlich Württembergischen Staats-Eisenbahnen mit dem Eisenbahngesetz vom 18. April 1843 geschaffen wurde. Zu diesem Zeitpunkt waren, teils von privaten Gesellschaften finanziert, in den anderen größeren Ländern des Deutschen Bundes (Bayern, Sachsen, Preußen, Österreich, Braunschweig, Baden, Hannover) eine und zum Teil auch mehrere Bahnstrecken eröffnet.
Diese späte Einführung hatte zunächst den Grund, dass im wenig begüterten Württemberg der kostenaufwendige Eisenbahnbau nicht rentabel erschien; die Gesamtkosten der Hauptbahnen wurden auf ca. 30 Millionen Gulden veranschlagt, was zu dieser Zeit in etwa der Höhe eines Dreijahreshaushalts entsprach. Insbesondere wurde der zu erwartende Binnenverkehr als zu gering angesehen. Die vergleichsweise hohen Kosten ergaben sich durch die hügelige Topografie Württembergs, wobei insbesondere die Querung der Schwäbischen Alb aufwendig war. Diese teilt das Land in zwei Hälften, wobei der Albtrauf an der Nordseite eine erhebliche Barriere darstellte. Im Südwesten bildete der Schwarzwald einen Teil der Grenze zum Großherzogtum Baden. Die geplante Streckenführung, die sich zunächst auf die Flusstäler beschränkte, wurde dadurch erschwert, dass Schlüsselstellen wie das obere Neckar- und Donautal mit badischen und hohenzollerischen Gebietsteilen verzahnt waren.
Erst die Schaffung von Strecken in den Nachbarländern mit der Aussicht auf Gewinne durch einen Transitverkehr sowie technische Fortschritte der Eisenbahntechnik und die Befürchtung, durch die Entwicklungen in den Nachbarländern abgehängt zu werden, gaben auch Württemberg den letzten Anstoß zum Bau von Eisenbahnstrecken.

## Bau der Hauptbahnen
Die Regierung griff die Vorschläge ihrer Untersuchungskommission auf und ließ ab 1836 durch Oberbaurat Georg von Bühler und Generalmajor Carl von Seeger Pläne für folgende Linien ausarbeiten:
- Ostbahn:
  - Erste Alternative: von Cannstatt durch das Filstal nach Ulm, auch Filsbahn genannt
  - Zweite Alternative: von Cannstatt durch die Täler von Neckar, Rems und Brenz nach Ulm, auch Remsbahn genannt
- Nordbahn: von Cannstatt nach Heilbronn
- Westbahn: abzweigend von der Nordbahn von Eglosheim in Richtung auf die badischen Städte Bruchsal oder Pforzheim
- Südbahn: von Ulm nach Friedrichshafen am Bodensee

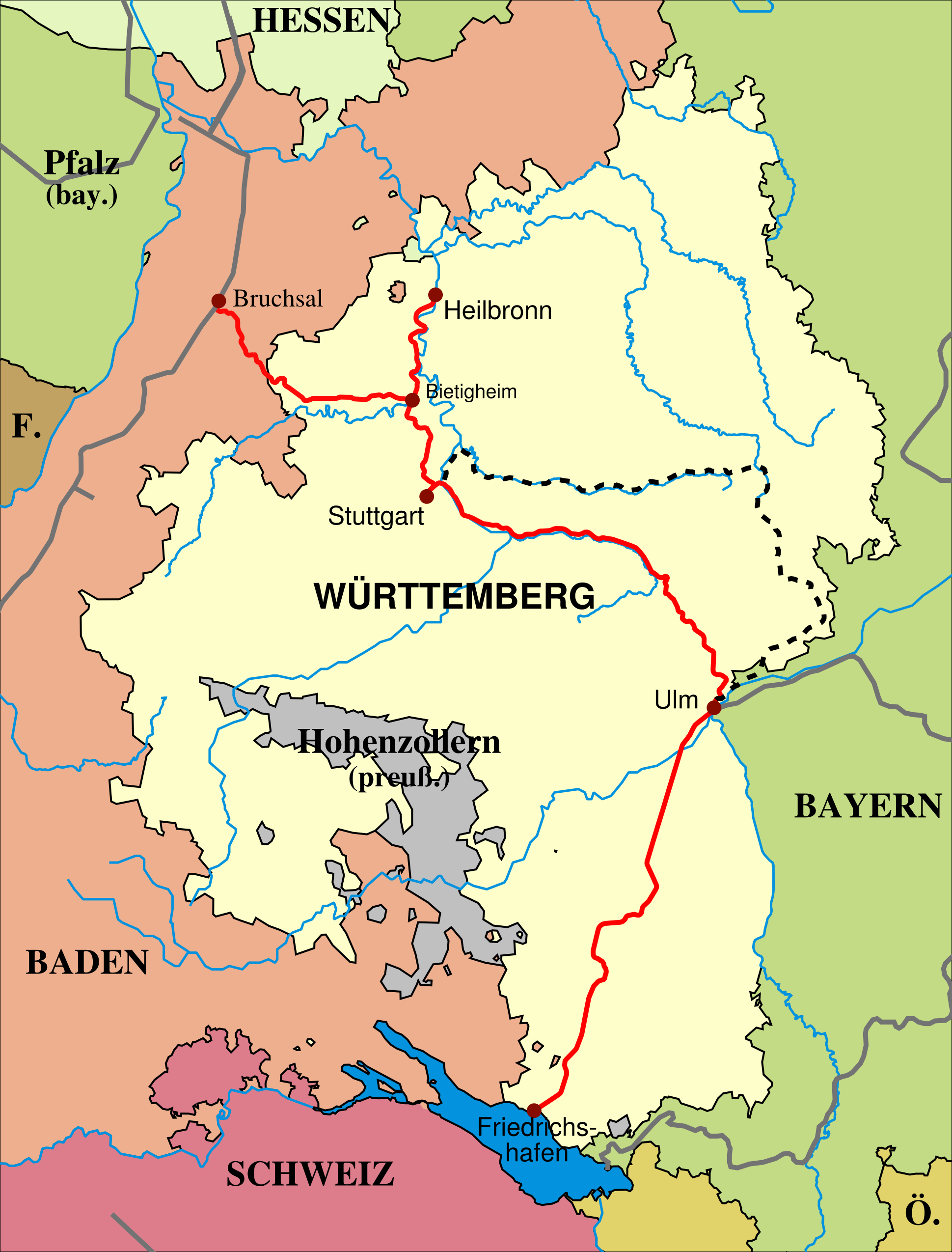
Streckennetz 1854

Die Zielrichtung bei der Errichtung der Hauptbahnen war also die Verbindung zwischen Neckar, Donau und Bodensee (der Neckar war ab Heilbronn und die Donau ab Ulm schiffbar). Zum anderen wurde von Anfang an die Errichtung eines zusammenhängenden Streckennetzes angestrebt, das mit dem der Nachbarstaaten verknüpft werden sollte, um Transitverkehr durch das Land zu leiten.
Die Pläne wurden bis 1839 fertiggestellt und in der Folge von den Gutachtern Alois Negrelli, Charles Vignoles und Karl Etzel überarbeitet. Die Kernfragen waren:
- Streckenführung der Ostbahn: Die Remsbahn-Variante umging die Schwäbische Alb, war jedoch erheblich länger als die Filsbahn-Variante und musste teilweise über bayerisches Gebiet geführt werden. Beim direkten Weg musste die Geislinger Steige überquert werden. Wegen der kürzeren Strecke und wegen der besseren Anbindung Stuttgarts entschied man sich für die Filsbahn.
- Wahl des Zentralbahnhofs: Nach den verschiedenen Plänen standen Cannstatt, Stuttgart und Berg zur Auswahl. Wegen der Lage Stuttgarts in einem Talkessel sahen die ersten Planungen vor, Stuttgart nur mit einer Nebenbahn von Cannstatt oder Berg anzuschließen. Später ermöglichte Etzel jedoch mit moderneren Planungen (inklusive Pragtunnel und Rosensteintunnel) die Anlage des Zentralbahnhofs in Stuttgart. Da Stuttgart die erheblich größere Stadt war und ein höheres Verkehrsaufkommen erwarten ließ, entschloss man sich für die Hauptstadt, obgleich ihre geographische Lage Probleme mit sich brachte, die sich noch heute bemerkbar machen (siehe auch Stuttgart 21).

Die württembergischen Eisenbahnen wurden von Beginn an als Staatsbahn vorgesehen; Anträge auf Konzessionen zum Bau von Privatbahnen (z. B. der zu diesem Zweck gegründeten Württembergischen Eisenbahngesellschaft 1836) wurden zunächst abgelehnt. Damit wollten Regierung und König das Interesse des Staates im Hinblick auf den lukrativ erscheinenden Transitverkehr wahren. Zur Errichtung der Verbindungsstrecken in die Nachbarstaaten waren ohnehin zwischenstaatliche Verhandlungen erforderlich.
Am 18. April 1843 wurde das Eisenbahngesetz verabschiedet, welches den Bau der oben genannten Bahnlinien anordnete. Dieses Gesetz beschränkte privat finanzierte Eisenbahnen auf Sekundärbahn-Verbindungen.
Das württembergische Eisenbahngesetz war auch der Anstoß für die Gründung der Maschinenfabrik Esslingen, die Eisenbahnbau und Eisenbahntechnik in Württemberg maßgeblich betrieb und gestaltete.

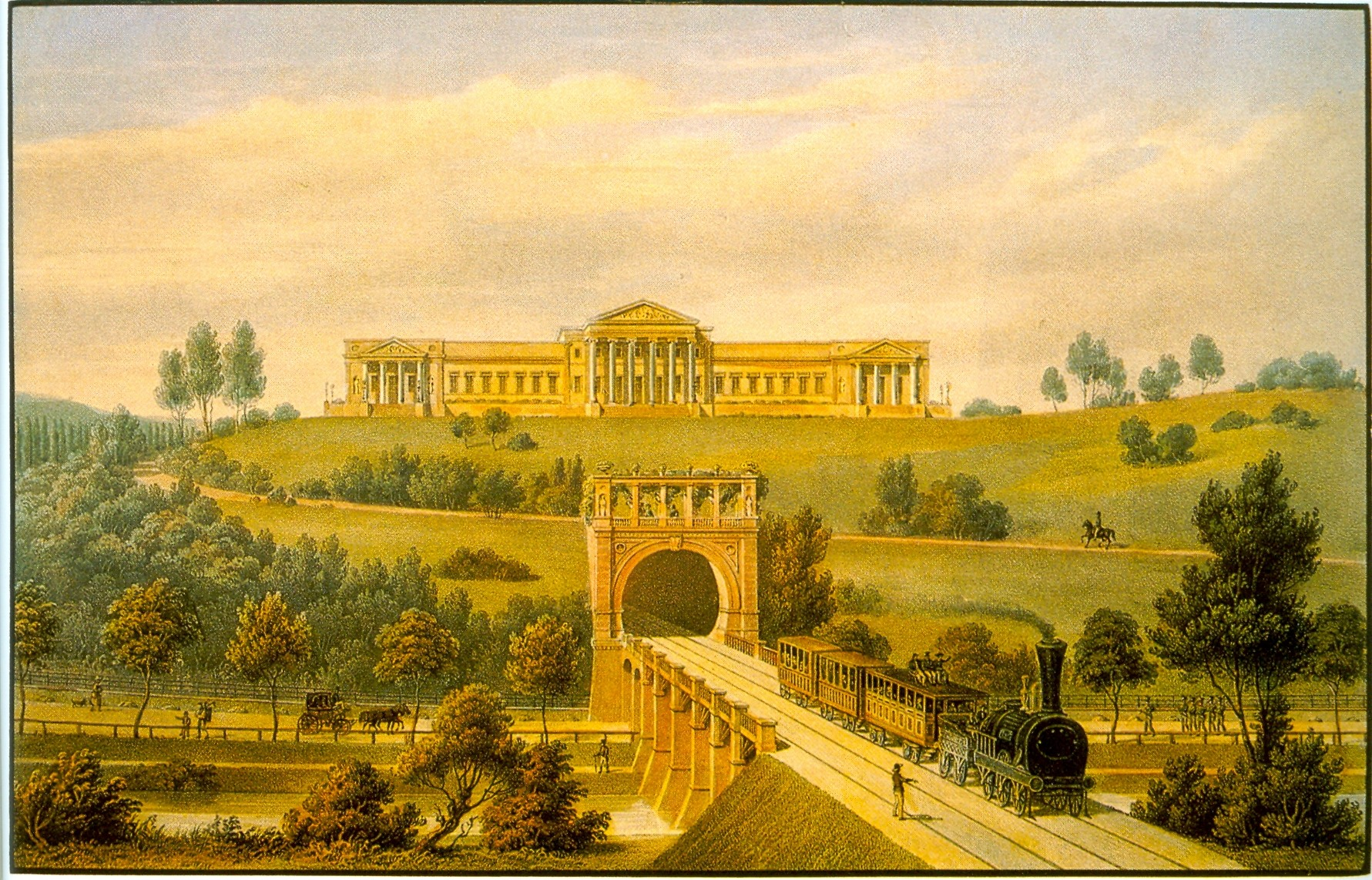
Landhaus Rosenstein, mit Eisenbahntunnel, ca. 1845 zur Zeit der Eröffnung der Eisenbahnlinie Stuttgart–Esslingen

Nach Verabschiedung des Gesetzes wurde als erstes die Zentralbahn in Angriff genommen, die Stuttgart in zwei Zweigen mit Ludwigsburg und Esslingen verband. Der Bau begann 1844, die erste Teilstrecke zwischen Cannstatt und Untertürkheim wurde am 22. Oktober 1845 eröffnet, die Gesamtstrecke bis 1846 vollendet. 1848 wurde die Nordbahn fertiggestellt und 1850 die Südbahn und die Ostbahn.
Über die Westbahn waren Verhandlungen mit Baden notwendig. Diese waren exemplarisch für das Verhältnis Württembergs zu seinen Nachbarstaaten, das sowohl von Kooperation als auch von Konkurrenzdenken geprägt war. Einerseits waren beide Seiten von der Notwendigkeit einer Bahnverbindung überzeugt, andererseits wollten beide Länder den von Norden kommenden Transitverkehr möglichst weit über ihr Territorium führen. So wäre für Württemberg eine Verbindung Heilbronn–Wiesloch günstig gewesen, Baden wollte einen Anschluss eher über Durlach–Pforzheim gewähren. Mit einem Anschluss in Bruchsal einigte man sich auf einen Kompromiss. Die Westbahn wurde 1850 bis 1853 gebaut und anschließend in Betrieb genommen. In Ulm wurde 1854 noch ein Anschluss an das bayerische Netz geschaffen.
Die durchgehende Strecke Bretten–Stuttgart–Ulm entwickelte sich dauerhaft zur wichtigsten Eisenbahnmagistrale in Württemberg, so dass sich für sie die Bezeichnung Hauptbahn etablierte.

## Binnenausbau

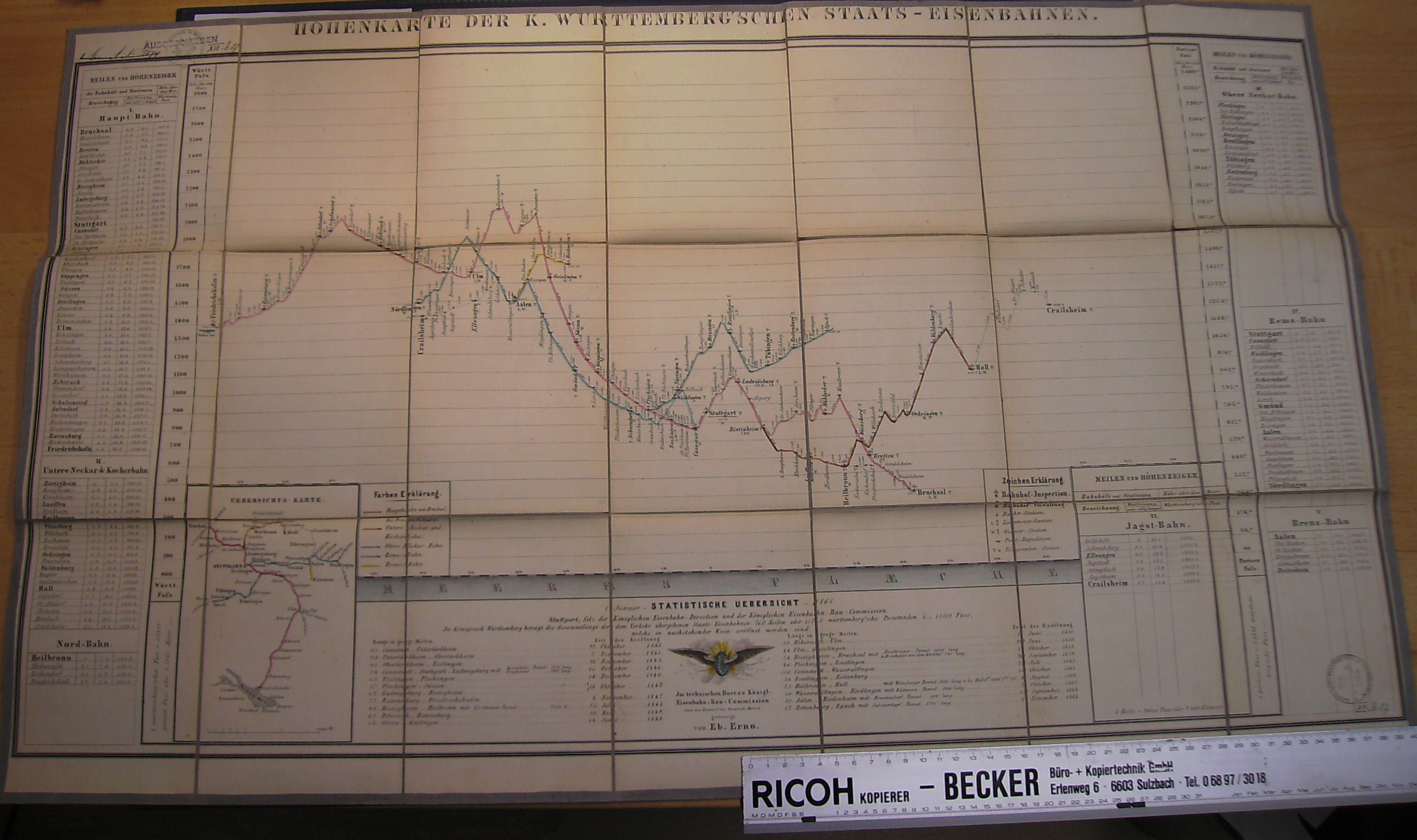
Höhenkarte der Königlich Württembergischen Staatseisenbahnen (1865)

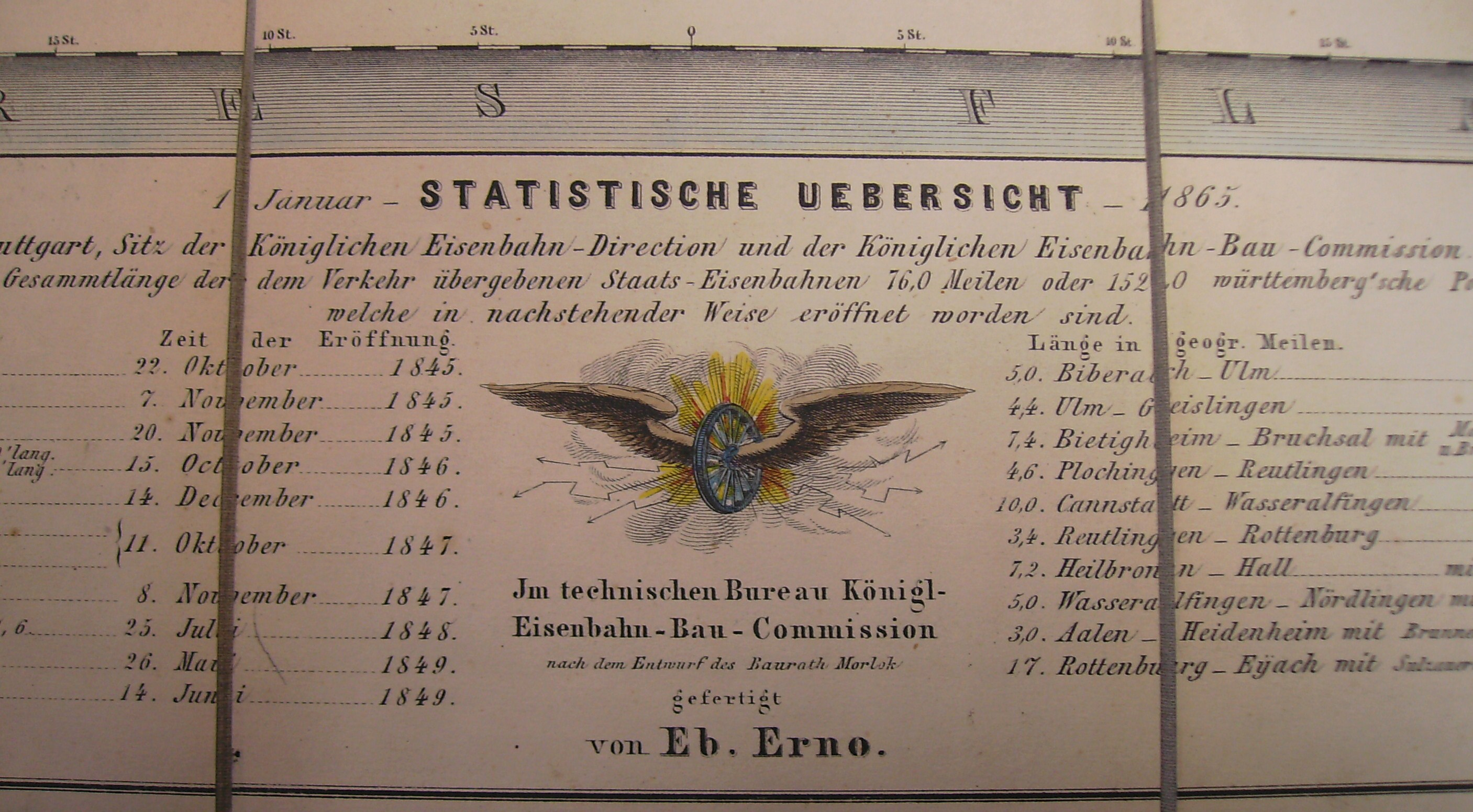
Impressum der Höhenkarte

Obgleich die Hauptbahnen wirtschaftlich erfolgreich waren, trat zunächst eine mehrjährige Pause im Eisenbahnbau ein. 1854 bis 1856 wurde ein Schienenwalzwerk in Wasseralfingen bei Aalen erbaut. 1857 wurden neue Bahnstrecken in Gegenden gebaut, für die ein Eisenbahnanschluss vordringlich erschien; dies waren:

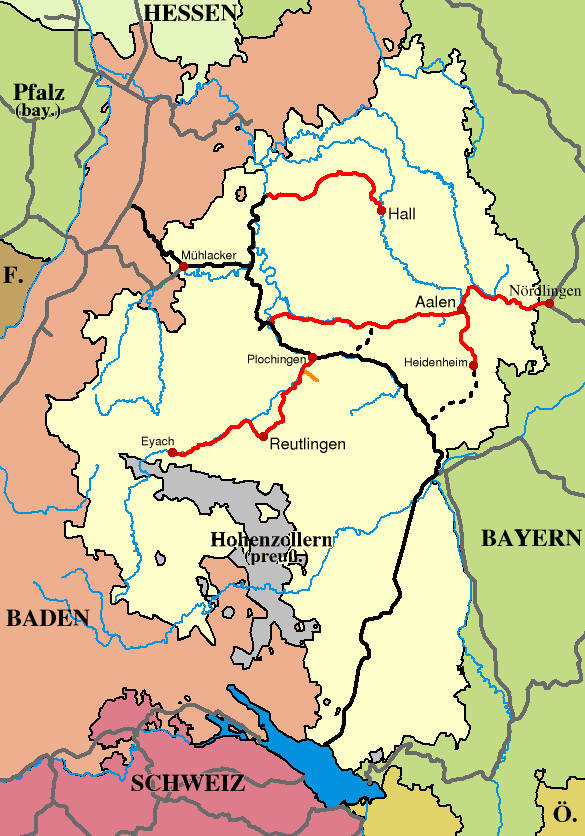
Streckennetz 1864

- der obere Neckar mit Tübingen und der Industriestadt Reutlingen;
- der Nordosten des Landes;
- der Osten mit Aalen und Heidenheim, auch mit Hinblick auf einen zukünftigen Anschluss an die bayerische Strecke bei Nördlingen

Von diesen Projekten wurde zunächst die Obere Neckarbahn gebaut: der Abschnitt Plochingen–Reutlingen bis 1859, die Weiterführung bis Rottenburg bis 1861, bis Eyach 1864.
Um den Nordosten zu erschließen, war anfangs eine Streckenführung von Heilbronn durch das Kochertal über Hall und weiter nach Aalen geplant. Wegen technischer Schwierigkeiten wurde dieser Plan aufgegeben und durch eine Linie über Öhringen, Hall nach Crailsheim, sodann durch das Jagsttal nach Aalen ersetzt. Mit dem neuen Eisenbahnbaugesetz vom 17. November 1858 wurde zunächst nur der Bau der Kocherbahn bis Hall festgesetzt und bis 1862 ausgeführt.
Für den Anschluss des Ostteils des Landes hatte die Regierung 1857 zunächst einen Abzweig von der Filsbahn bei Lonsee nach Heidenheim vorgesehen. Dieser Plan wurde jedoch bald als unwirtschaftlich erachtet und fallengelassen. Bessere Chancen auf Verwirklichung hatte ein Abzweig bei Uhingen im Filstal nach Lorch und von dort weiter im Remstal nach Aalen. Dieser hätte eine günstige Verbindung zur Oberen Neckarbahn geboten. Bayern, das eine Konkurrenz für seine seit 1849 betriebene Ludwig-Süd-Nord-Bahn befürchtete, deutete an, einer solchen Bahn keine Anbindung in Nördlingen zu gestatten. Daher wurde die Remsbahn von Cannstatt nach Waiblingen und von dort entlang der Rems nach Aalen und Wasseralfingen errichtet und 1861 eingeweiht. Ebenfalls 1861 schloss Württemberg mit Bayern einen Staatsvertrag ab, der den Weiterbau nach Nördlingen regelte, der bis 1863 realisiert wurde (heute Riesbahn). Der Vertrag enthielt die für Württemberg ungünstige Brenzbahnklausel, die eine direkte Verbindung zwischen Aalen und Ulm bis 1875 untersagte. Daher wurde 1864 zunächst nur eine Zweigbahn von Aalen nach Heidenheim angelegt.

## Vernetzung mit den Nachbarn
Bereits beim Bau der Westbahn war Baden die Möglichkeit des späteren Anschlusses einer von Pforzheim kommenden Bahn in Mühlacker zugestanden worden. Diese Bahn wurde von Baden 1863 verwirklicht (siehe Bahnstrecke Karlsruhe–Mühlacker), wodurch Mühlacker auf württembergischer Seite Eisenbahnknotenpunkt wurde und binnen kurzem aus einem Weiler zu einer Kleinstadt erwuchs.
Für den weiteren Ausbau des Streckennetzes waren Verhandlungen mit den Nachbarstaaten erforderlich. Außer Baden und Bayern waren dies Preußen, welches mit den Hohenzollernschen Landen an Württemberg grenzte, und Hessen, dessen Exklave Wimpfen zwischen Baden und Württemberg lag.
Im Norden einigte man sich 1864 auf drei Anschlüsse an die badische Odenwaldbahn (Heidelberg–Mosbach–Würzburg), und zwar:
- von Heilbronn über Jagstfeld und Wimpfen nach Meckesheim;
- von Heilbronn über Jagstfeld nach Osterburken;
- von Crailsheim über Mergentheim nach Lauda.

Eine von Württemberg gewünschte Verbindung entlang des Neckars in Richtung Eberbach zur dortigen hessischen Bahn kam vorerst nicht zustande, da Baden Konkurrenz für seine Rheintallinie befürchtete.
Mit diesen Verträgen war die Entwicklung Jagstfelds und Crailsheims zu Eisenbahnknotenpunkten vorgezeichnet. Die vereinbarten Strecken wurden zwischen 1866 und 1869 gebaut, zusätzlich wurde Crailsheim mit dem Bahnhof Goldshöfe (Remsbahn) und Hall (Hohenlohebahn) verbunden.
Im Süden wollte Württemberg seine Obere Neckarbahn über Horb am Neckar nach Rottweil weiterbauen. Zugleich sollte eine zusätzliche Strecke zwischen Stuttgart und Horb eingerichtet werden, um die Verbindung zu beschleunigen. Letzteres konnte auf zwei Wegen geschehen: über Böblingen und Herrenberg (Gäubahn) oder über Weil der Stadt, Calw und Nagold (württembergische Schwarzwaldbahn). Aus Kostengründen entschied man sich vorerst für die zweite Option.

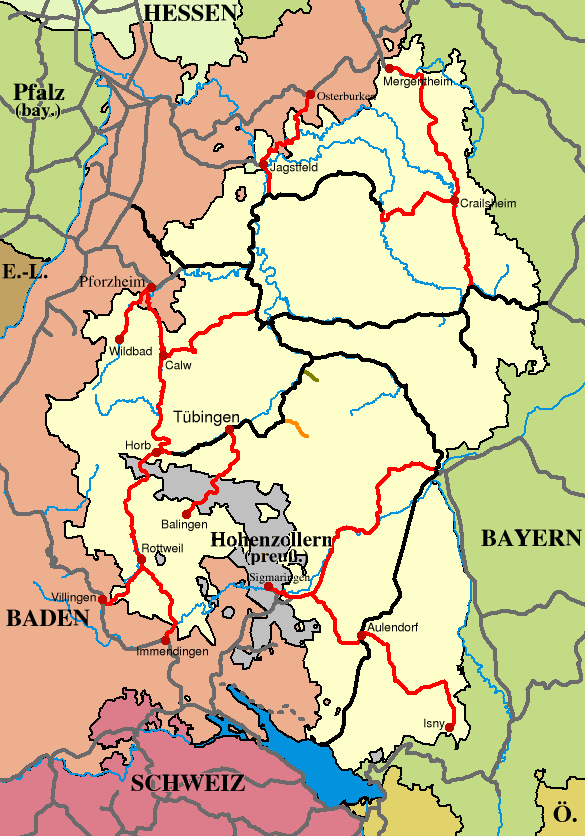
Streckennetz 1874

Südlich von Rottweil sollte diese Bahn einen Anschluss ans badische Netz erhalten. Baden sah in einem solchen Projekt eine Konkurrenz zu seiner Rheintal-Strecke. Andererseits wünschte Baden eine Verbindung zwischen Waldshut, wo es einen Übergang in die Schweiz besaß, und Ulm. Von dieser versprach man sich Profite im Verkehr von Frankreich und der Schweiz in Richtung Osten. Württemberg sah diese Verbindung jedoch auch als Konkurrenz für seine Südbahn an. Hinzu kam, dass beide Strecken durch hohenzollerisches Gebiet führten, wodurch Verhandlungen mit Preußen erforderlich wurden. Preußen wünschte als Gegenleistung für den Streckenbau durch sein Territorium, dass auch Sigmaringen Bahnanschlüsse erhielt. Aus dieser Interessenlage heraus einigte man sich 1865 in bilateralen Staatsverträgen auf folgende Streckenbauten:
- am Neckar: von Eyach nach Horb und, preußisches Gebiet durchquerend, weiter nach Rottweil; von dort verzweigend nach Villingen sowie über Tuttlingen nach Immendingen in Baden (siehe auch Geschichte des Bahnhofs Tuttlingen);
- im Schwarzwald: von Pforzheim eine Linie nach Wildbad, eine andere nach Calw;
- in Hohenzollern: von Tübingen über das preußische Hechingen nach Balingen, Ebingen und Sigmaringen;
- Realisierung der Verbindung Waldshut-Ulm entlang der Flüsse Ablach und Donau über Radolfzell, Schwackenreute, Meßkirch (Baden), Krauchenwies (Preußen), Mengen (Württemberg), wobei Sigmaringen sowohl von Krauchenwies als auch von Mengen aus angeschlossen wurde; des Weiteren eine Verbindung von Aulendorf nach Schwackenreute.

Die zuletzt genannte Strecke stand in Verbindung mit dem zeitgleich geplanten Ausbau der Bahnen im Allgäu (Württembergische Allgäubahn), durch die Aulendorf zum Knotenpunkt wurde. Auch im Staatsvertrag mit Baden vorgesehen war ein Lückenschluss am Bodensee, der jedoch zunächst nicht verwirklicht wurde.
Aufgrund der Verträge entstand eine rege Bautätigkeit, die durch die Kriege von 1866 und 1871 kurze, aber nicht wesentliche Verzögerungen erhielt. Die Strecken am Neckar wurden von 1866 bis 1870 realisiert, die Bahnen im Schwarzwald samt der Strecke Stuttgart–Calw–Horb von 1868 bis 1874. Im Jahre 1873 wurde die Verbindung Waldshut–Ulm in Betrieb gestellt, die Bahnen im Allgäu bis 1875. Die Verbindung zwischen Tübingen und Sigmaringen entstand in mehreren Bauabschnitten zwischen 1869 und 1878.

## Nach der Reichsgründung
Mit der Reichsgründung 1871 trat Württemberg dem Deutschen Reich bei. Die Staatsbahnen der Länder blieben dabei (trotz gegenteiliger Bestrebungen des Reichskanzlers Otto von Bismarcks) selbständig. Artikel 42 der Verfassung des Deutschen Reichs verpflichtete die Länder jedoch, die Eisenbahnen im Interesse des allgemeinen Verkehrs wie ein einheitliches Netz verwalten zu lassen. Die Aufsicht über das Eisenbahnwesen wurde durch das Reichseisenbahnamt ausgeübt. Artikel 41 der Verfassung ermächtigte das Reich, Eisenbahnbauten von militärischer Bedeutung anzuordnen.
Die nach der Reichsgründung erfolgten Streckenbauten, soweit sie Lückenschlüsse in Ost-West-Richtung waren, sind daher auch unter dem Gesichtspunkt des militärischen Interesses zu verstehen, das nach Transportkapazitäten in Richtung der französischen und russischen Grenzen verlangte, die 1914 auch benötigt wurden. Die Forderung nach der Verwaltung der Eisenbahnen als einheitliches Netz bot aber auch neue Möglichkeiten, da Württemberg jetzt einige Anschlüsse erhielt, die ihm zuvor von den Nachbarstaaten aus Konkurrenzdenken verweigert worden waren.

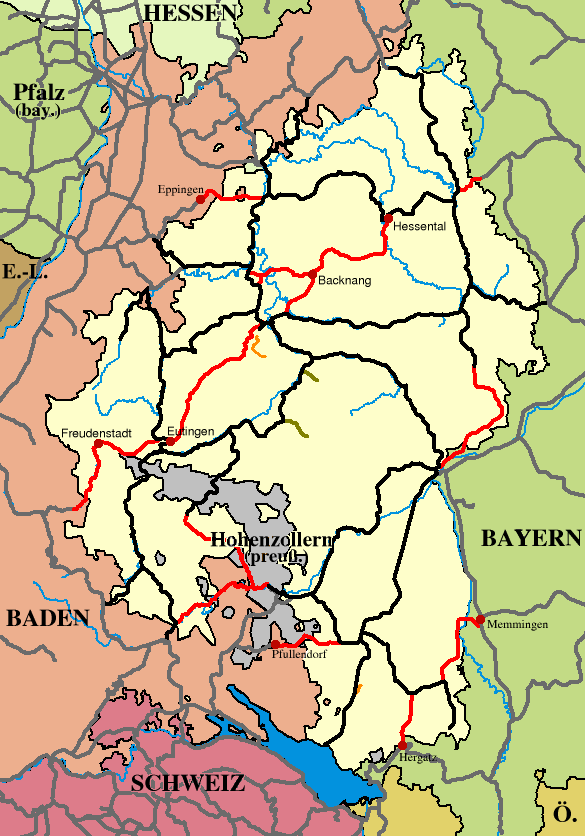
Streckennetz 1890

Bis 1890 war Württemberg mit der Vervollständigung seiner Hauptbahnen befasst. Das bedeutendste Projekt dieser Zeit war die Schaffung einer Südwest-Nordost-Transversale Richtung Nürnberg und Berlin, bestehend aus der Murrtalbahn von Waiblingen zum Schwäbisch Haller Vorort Hessental, sowie der Strecke Stuttgart–Freudenstadt, deren Bau 1872 beschlossen und bis 1879 bzw. 1880 ausgeführt wurde. Beide Bahnen erhielten weiterführende Anschlüsse nach Baden bzw. Bayern, die Murrtalbahn erhielt zudem zwei Verbindungslinien zur Nordbahn, von Backnang nach Bietigheim bzw. Ludwigsburg.
Ebenfalls mit Bayern hatte sich Württemberg auf den Bau der Brenzbahn geeinigt, die teilweise über bayerisches Gebiet verlief und die Lücke zwischen Heidenheim und Ulm schloss. Diese Bahnstrecke war durch den Ablauf der 1861 vereinbarten Sperrfrist ermöglicht worden und wurde 1876 eingeweiht.
Mit Baden wurde 1873 der Bau der Kraichgaubahn vereinbart, die von 1878 bis 1880 zwischen Durlach über Bretten und Eppingen nach Heilbronn erbaut wurde und je zur Hälfte in den beiden Ländern verlief. Damit verbunden war der Rückkauf der Strecke Bretten–Bruchsal durch Baden, so dass der württembergische Anteil an der Westbahn nur noch bis Bretten reichte. Die Vereinbarung sah auch die bereits zuvor von Württemberg geforderte Verbindung Jagstfeld–Neckarelz–Eberbach vor, die Baden 1879 vollendete.
Weitere Staatsbahnen wurden im Allgäu zwischen Kißlegg und Wangen (1880) und weiter ins bayerische Hergatz (1890) sowie zwischen Leutkirch und dem bayerischen Memmingen (1889) errichtet. Entlang der oberen Donau fand 1890 der Lückenschluss Tuttlingen–Sigmaringen statt.
Mit diesen Ergänzungen war das Hauptstreckennetz im Jahre 1890 im Wesentlichen abgeschlossen. 1899 bzw. 1901 kam es noch zum Lückenschluss mit den bayerischen bzw. badischen Bahnen am Bodensee. Die württembergischen Bahnen operierten nicht nur profitabel und bescherten der Staatskasse zusätzliche Einnahmen, sondern trugen auch maßgeblich zum Aufblühen der württembergischen Wirtschaft im 19. Jahrhundert bei. Orte, die an der Bahnlinie lagen, zogen Industriebetriebe an und konnten ihre Bevölkerungszahlen enorm vergrößern. Das Hauptstreckennetz erwies sich auch als dauerhaft; fast alle bis 1890 gebauten Strecken werden noch heute betrieben, wenngleich manche an Bedeutung verloren haben. Ausnahmen sind
- der Abschnitt Weil der Stadt–Calw der Württembergischen Schwarzwaldbahn, die schon bald nach ihrem Bau durch die Gäubahn an Bedeutung verlor;
- der Zweig Beihingen–Bietigheim der Murrtalbahn (nach Kriegsschäden 1945 nicht wieder hergestellt);
- die Strecke Altshausen–Pfullendorf (Personenverkehr 1964 eingestellt);
- der Abschnitt Leutkirch–Isny der Württembergischen Allgäubahn.

## Bau von Sekundärbahnen
Kehrseite des wirtschaftlichen Erfolg der Hauptstrecken war, dass die abseits gelegenen Gemeinden von der wirtschaftlichen Entwicklung abgehängt wurden und daher ebenfalls dringlich um Eisenbahnanschlüsse nachsuchten. Für den Anschluss dieser meist geographisch ungünstig gelegenen Gebiete hatte bereits das Eisenbahngesetz von 1843 die Möglichkeit des Baus von Sekundärbahnen vorgesehen, der auch privaten Gesellschaften überlassen werden konnte.
Die erste dieser Bahnen war die von der Kirchheimer Eisenbahn-Gesellschaft 1864 errichtete Linie von Unterboihingen (heute Wendlingen) nach Kirchheim unter Teck
(siehe Teckbahn). Die ebenfalls privat betriebene Ermstalbahn kam 1873 hinzu, es folgten die Anfänge der Filderbahn-Gesellschaft 1884 sowie 1888 die schmalspurige Dampfstraßenbahn nach Weingarten. Mit dem Bau des Altensteigerle begann 1891 auch bei den Staatseisenbahnen die Ära der Nebenbahnen, zahlreiche weitere staatliche und private Bauten folgten bis zum Ende der 1920er Jahre.

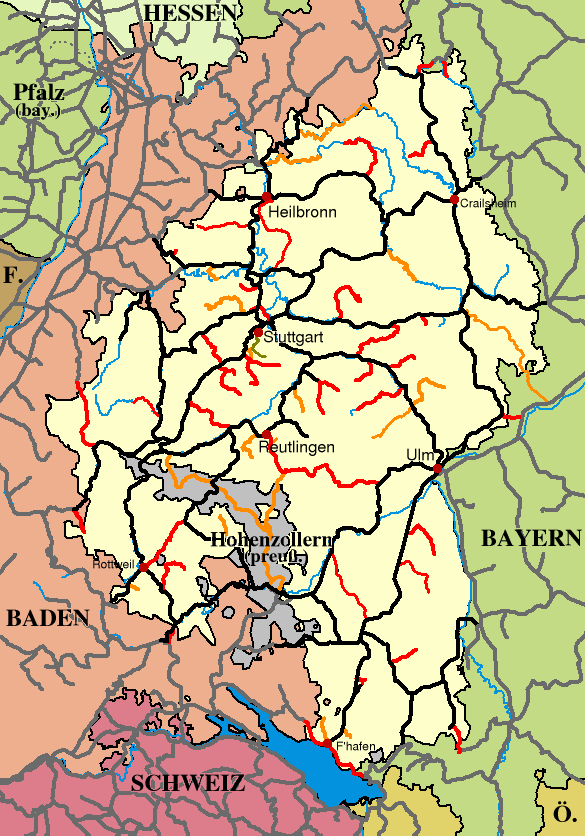
Streckennetz 1940

Nebenbahnen wurden in der Regel als Zweigbahnen angelegt, die einzelne Flusstäler erschlossen, teils in Normalspur, teils aus Kostengründen in Schmalspur. Nur wenige Nebenbahnen stellten zusätzliche Verbindungen zwischen bereits bestehenden Strecken her, Privatbahnen war dies von vornherein verwehrt.
Um Stuttgart herum entstanden noch einige Umgehungsbahnen, um den Bahnhof der Landeshauptstadt zu entlasten. Dazu zählen die Güterumgehungsbahn Untertürkheim–Kornwestheim 1896, die Rankbachbahn Böblingen–Renningen 1914 bzw. 1915, dazu entstand 1918 bis 1920 der Rangierbahnhof in Kornwestheim.

## Übergang in die Reichsbahn
Nach dem verlorenen Ersten Weltkrieg beendete die Weimarer Verfassung von 1919 die Eigenständigkeit der Länderbahnen, die ab 1. April 1920 als Deutsche Reichseisenbahnen vom Reich verwaltet wurden. Mit der Gründung der Deutschen Reichsbahn-Gesellschaft (DRG) 1924 war diese dann ein selbstständiges Staatsunternehmen. Die vormalige Direktion der Württembergischen Staats-Eisenbahnen wurde zur Reichsbahndirektion Stuttgart. Das Streckennetz war zu dieser Zeit 2153 Kilometer lang.
Der Bau neuer Strecken ging noch bis 1928 weiter und hörte dann auf. Die Rentabilität der Eisenbahn nahm ab, nicht nur aufgrund der beginnenden Weltwirtschaftskrise, sondern auch, weil nicht alle Nebenbahnen zum wirtschaftlichen Erfolg führten und auch der Autoverkehr zunehmend Konkurrenz machte. 1932 wurde begonnen, die Strecken rund um Stuttgart zu elektrifizieren (→ Bahnstrom), hierzu wurden die Triebwagen der Baureihe ET 65 beschafft. Am 15. März 1933 wurden im Rahmen dieses Stuttgarter Vorortverkehrs die elektrifizierten Streckenabschnitte Ludwigsburg–Stuttgart Hbf und Stuttgart Hbf–Esslingen eröffnet.
Zu den erwähnenswerten Streckeneröffnungen bis zum Zweiten Weltkrieg zählen noch der 1928 erfolgte Lückenschluss Klosterreichenbach–Raumünzach auf der Murgtalbahn sowie die 1934 gebaute Verbindungskurve zwischen Tuttlingen und Hattingen, die den Zügen zwischen Stuttgart und Singen eine Spitzkehre in Immendingen ersparte. Bezeichnenderweise wurden die Projekte an der badisch-württembergischen Grenze erst unter der Ägide der Reichsbahn-Gesellschaft durchgeführt.

## Zweiter Weltkrieg und weitere Entwicklung

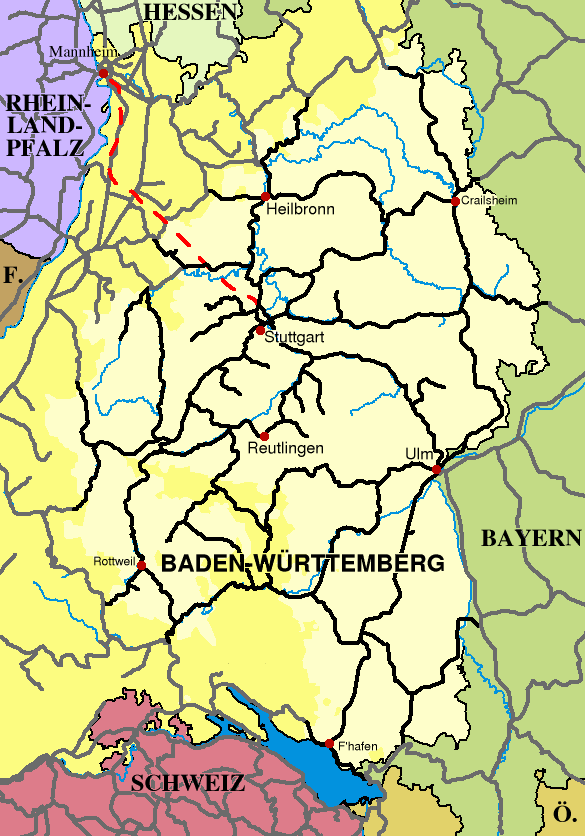
Streckennetz (Stand 2005)

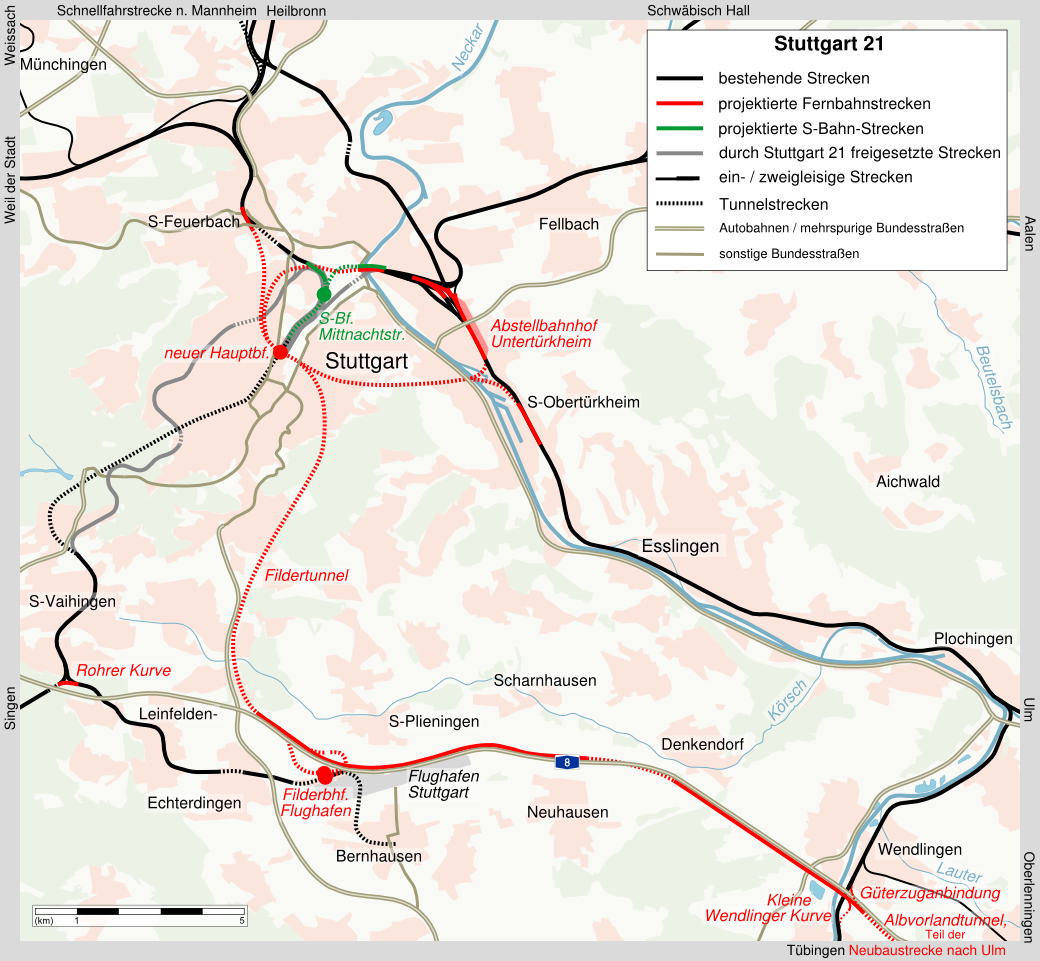
Projekt Stuttgart 21

Im Zweiten Weltkrieg wurden die Eisenbahnen aufgrund ihrer militärischen Bedeutung Ziel zahlreicher Bombenangriffe; in der Endphase des Krieges wurden zudem viele Brücken beim Rückzug durch deutsche Soldaten gesprengt. So lag das Eisenbahnnetz bei Kriegsende zunächst völlig darnieder.
Württemberg wurde in eine nördliche amerikanische und eine südliche französische Besatzungszone geteilt. In beiden Zonen wurde das Eisenbahnnetz zügig wiederhergestellt, da es Grundlage für den Wiederaufbau war. Die französische Besatzungsmacht hatte zudem ein Interesse daran, mittels der Bahn Reparationsleistungen nach Frankreich zu schaffen, und bediente sich vereinzelt auch am Streckennetz selbst, so wurde zwischen Horb und Tuttlingen das zweite Gleis abgebaut. 1952 ging ganz Württemberg im neuen Land Baden-Württemberg auf.
Nach der Wiederherstellung des Streckennetzes wurde dieses nicht weiter ausgebaut. Grund war (wie überall in Deutschland) der immer mehr zunehmende Automobilverkehr, der der Bahn die Kunden entzog und nun auch von Staats wegen gegenüber dem Bahnverkehr bevorzugt wurde. Infolgedessen kam es ab Ende der 1950er Jahre zur Einstellung des Personenverkehrs bzw. zur Stilllegung auf zahlreichen Strecken. Davon betroffen waren hauptsächlich die ab 1890 gebauten Nebenbahnen, wobei die zuletzt gebauten Strecken am stärksten betroffen waren.
1978 wurde in Stuttgart und Umgebung der Tarifverbund Verkehrs- und Tarifverbund Stuttgart (VVS) gegründet, gleichzeitig nahm die S-Bahn Stuttgart ihren Betrieb auf.
Seit der Regionalisierung des SPNV 1994, die die Landkreise für die regionale Versorgung mit öffentlichem Nahverkehr verantwortlich machte, ist wieder ein leichter Trend zu Reaktivierungen zuvor stillgelegter Strecken zu beobachten; Beispiele hierfür sind die Schönbuchbahn (1996), die Ermstalbahn (1999) oder die Strecke Balingen–Schömberg (2002).
Für die zwischen Mannheim und Stuttgart verkehrenden ICE-Züge wurde 1991 eine Schnellfahrstrecke eingerichtet, welche die ehemalige Westbahn für die Nutzung im Fernverkehr abgelöst hat. Im Rahmen des Projekts Stuttgart 21, das u. a. einen Komplettumbau des Stuttgarter Hauptbahnhofs vorsieht, wurde eine weitere Neubaustrecke zwischen Stuttgart und Ulm gebaut und zum Fahrplanwechsel im Dezember 2022 auf einem Teilabschnitt in Betrieb genommen, die von den meisten ICEs anstelle der Filstalbahn benutzt wird.